# Teknik och Servicegymnasiet
Teknik och Servicegymnasiet (f.d. Industritekniska gymnasiet) är en gymnasieskola i Älvsjö, Stockholm. Skolan drivs sedan 1996 som en friskola och ägs idag av Ludus AB, men var tidigare ägt av Tågia, som i sin tur ägdes av Storstockholms Lokaltrafik, SL.
Teknik och Servicegymnasiet grundades 1963 och var då en verkstadsskola som försåg SL:s föregångare Stockholms Spårvägar med utbildad verkstadspersonal. Det var den första verkstadsskolan i Sverige som var organiserad som en inbyggd integrerad del av ett kommunalt företag.
Idag utbildar skolan energi- och servicetekniker som läser antingen elprogrammet eller industriprogrammet. Från och med 2021 har skolan även hantverksprogrammet med inriktning guldsmed. Skolan var fram till 2017 belägen i samma byggnad som Söderhallens bussgarage på östra Södermalm, numera huserar man i Älvsjö.
Skolan samarbetar bland annat med MTR Tech, Fortum, Envac, Transdev och Euromaint. Flera av de företagen arbetar med kollektivtrafiken i Stockholm.